# Montgivray
Montgivray – miejscowość i gmina we Francji, w Regionie Centralnym, w departamencie Indre.
Według danych na rok 1999 gminę zamieszkiwało 1 681 osób, a gęstość zaludnienia wynosiła 65 osób/km² (wśród 1842 gmin Regionu Centralnego Montgivray plasuje się na 242. miejscu pod względem liczby ludności, natomiast pod względem powierzchni na miejscu 476.).